# Juan de Solórzano Pereira
Juan de Solórzano y Pereyra (Madrid, 30 de noviembre de 1575-Madrid, 26 de septiembre de 1655) fue un jurista español y el más notable publicista del derecho indiano. 
De tradición familiar en leyes, su padre fue abogado de los Reales Consejos. Estudió durante 12 años con éxito la carrera de derecho en la prestigiosa Universidad de Salamanca, donde se graduó en 1599 y fue nombrado catedrático de Prima de Leyes.
Por la real provisión del rey Felipe III, en 1609 se le otorgó el título de oidor de la Real Audiencia de Lima. En 1616 el Virrey del Perú, a la sazón, don Francisco de Borja y Aragón, Príncipe de Esquilache, lo designó como gobernador y visitador de las minas de Huancavelica, comisión que desempeñó por algo más de dos años. A su regreso volvió a desempeñarse como oidor de la Audiencia de Lima hasta 1626, año en que solicitó el regreso a la península aduciendo razones personales, lo que le fue concedido por real cédula. En febrero del año siguiente se le designó fiscal del Consejo de Hacienda, poco después fiscal del Real y Supremo Consejo de Indias, pasando a ser miembro consejero de este real órgano en el mes de octubre de 1629. En 1640 el rey Felipe IV le concedió el hábito de caballero de la Orden de Santiago y además el título de Consejero del Supremo Consejo de Castilla, cargo que ejerció en calidad de honorario debido a su progresiva sordera, enfermedad que a la larga lo jubiló. 

## Biografía

### Primeros años y formación académica
Juan de Solórzano Pereira nació en Madrid en 1575, fue hijo del licenciado salmantino Hernando Pereira de Castro; abogado de los Reales Consejos. En su niñez asistió a la escuela conventual y a la de humanidades de su localidad, posiblemente con los jesuitas. Durante este tiempo conoció a Pedro de Castro, posterior conde de Lemos, personaje importante en la trayectoria política de Solórzano. Su familia era hidalga, provenía de la clase media noble y formó parte de la burocracia hispánica.
En 1587, a la edad de doce años, entró a la Universidad de Salamanca. Ahí conoció a los pensadores políticos más importantes del siglo XVI como Francisco Suárez y Francisco de Vitoria, entre otros. Para 1599 se graduó como licenciado en leyes, de ambos derechos, civil y canónico. En 1607 obtuvo el doctorado con la tesis Diligens et accurata de parricidii crimine disputatio, duobus libris comprehensa. En esta misma Universidad, dio la cátedra de Prima, Digesto viejo y Vísperas de leyes entre 1602 y 1609. La trayectoria académica de Solórzano se detuvo porque en ese año fue elegido Oidor de la Real Audiencia de Lima, en el virreinato de Perú; nunca regresaría a las actividades universitarias. La formación que recibió y que ejerció durante toda su carrera se ampara en la corriente romanista del derecho.

### Oidor en el Virreinato del Perú
Este nombramiento fue hecho por el presidente del Consejo de Indias, el conde de Lemos. Recibió el cargo con la intención de que compaginara el trabajo de funcionario con la elaboración de una recopilación de las leyes dictadas para el territorio americano. Sobre este punto es necesario hacer una aclaración. Javier Malagón Barceló y Rafael Altamira argumentan que la recopilación fue un proyecto propio, para fundamentar las obras que él publicó sobre el aparato legislativo en América.
El derecho indiano, como se conoce en la historiografía, se asumió como caótico por los juristas de la época y por la propia Monarquía Hispánica. Esto originó la necesidad de sistematizar las leyes y ordenanzas; a finales del siglo XVI se dieron distintos intentos por lograr un corpus ordenado, el Código Encinas de 1596 es el más reconocido. El propio jurista sabía de este caos y, según Olga Mingo Hoffman, aceptó con la condición de que una vez acabada su tarea fuera asignado al consejo de Indias. 
Durante su estadía en el Reino del Perú, al que llegó en 1610, se casó con Clara Paniagua de Loayza y Trejo, con quien tuvo ocho hijos. Ellos fueron investidos con distintos títulos en su estadía en Madrid. Fernando Antonio recibió el hábito de Santiago, Gabriel y Juan recibieron el hábito de Calatrava, Bartolomé el de Alcántara y Francisco el canonicato de Sigüenza. El jurista rechazó la cátedra de Prima de leyes en la Universidad de Lima. Participó en la defensa de Cañete, frente a los holandeses en 1615. Dado su buen desempeño, en 1616, el virrey Príncipe de Esquilache lo nombró gobernador y visitador de las minas de azogue en Huancavelica.
Solórzano se mantuvo en la Audiencia de Lima durante 18 años. En este tiempo logró realizar el primer tomo de la recopilación y, con base en los documentos consultados, publicó obras jurídicas sobre el sistema de gobernación americano. Al parecer la estadía en Lima no fue grata, por lo que en 1623 le escribió al Conde-Duque de Olivares para solicitarle que aprobara su regreso a España, que le fue concedido; Olivares fue condiscípulo de Solórzano en Salamanca.

### Regreso a España
En 1626 fue retirado del cargo y regresó a España. Dos años más tarde se le nombró fiscal del Consejo de Hacienda. Meses después, se le asignó a la fiscalía del Consejo de Indias en el área de censura y más tarde, al tribunal de este mismo organismo. Sería hasta 1629 cuando recibió el nombramiento de consejero de Indias. En este puesto siguió con sus trabajos de derecho indiano y con la recopilación de ordenanzas. Para 1633, fue nombrado fiscal del Consejo de Castilla, de forma paralela al puesto en el Consejo de Indias. En 1640, el rey le otorgó el hábito de Santiago, al igual que a sus hijos. Dos años después se le nombró consejero de Castilla, aunque de manera honoraria, dada su deteriorada salud. Más tarde, en 1644, se jubiló del Consejo de Indias con un gran prestigio como jurista. Murió en Madrid el 26 de septiembre de 1655, a la edad de 80 años.

## Obras

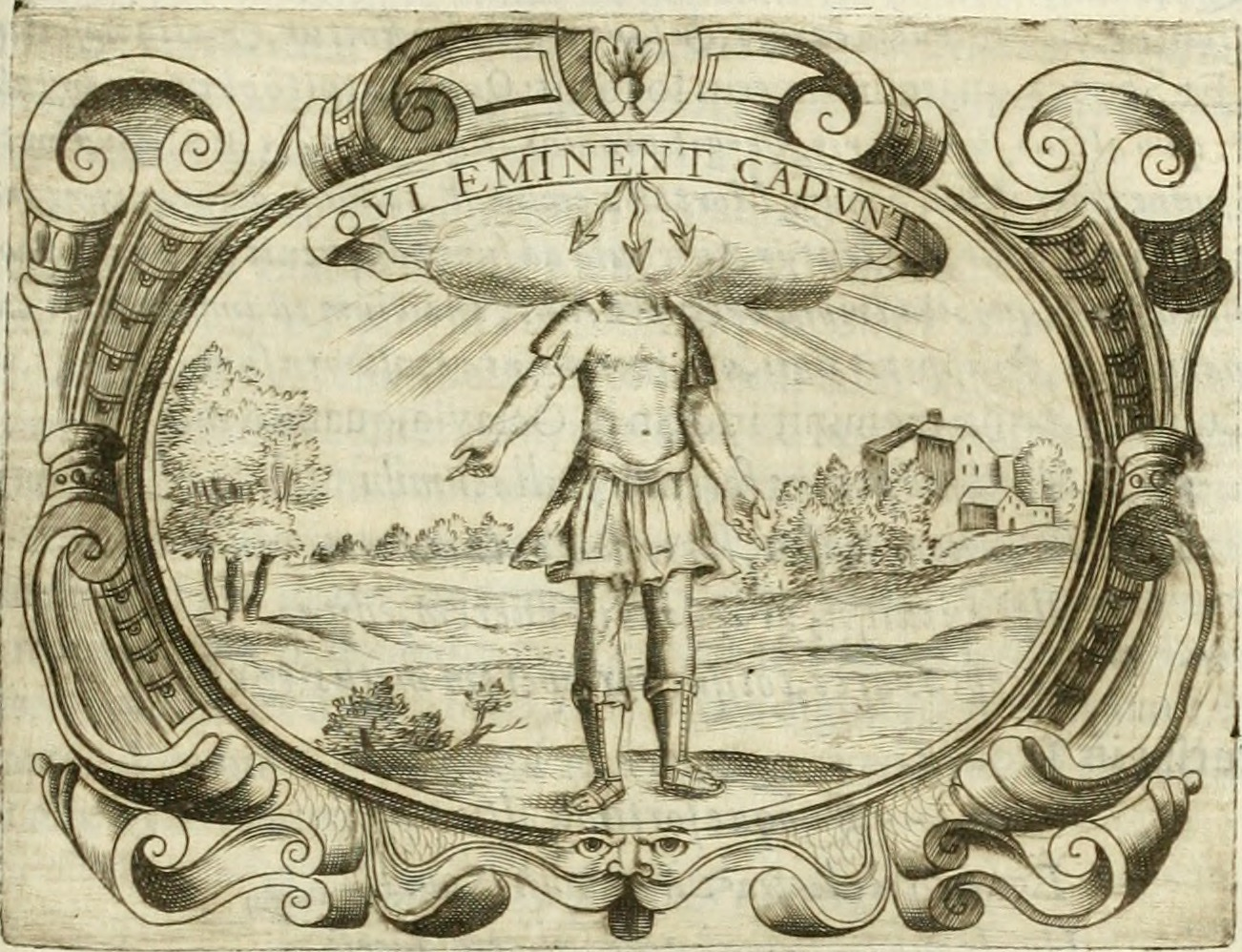
«Qui eminent, cadunt», emblema LVII de las Emblemata centum regio politica, impresas en Madrid en 1653 con grabados de Roberto Cordier.

- De parricidii crimine disputatio (1607).
- Diligens et accurata de parricidii crimine disputatio, duobus libris comprehensa (1607). Tesis de doctorado.
- De Indiarum iure et gubernatore. Publicado en dos partes, en 1629 y 1639. La primera parte fue financiada por Felipe IV.
- Papel Político con lugares de buenas letras (1640). Dedicado a Juan de Palafox y Mendoza.
- Lacrymae (1642). Dedicado al joven príncipe Baltasar Carlos.
- Memorial o Discurso informativo (1642).
- Política indiana (1647). Versión en español y con modificaciones del De indiarum iure et gubernatore.
- Emblemata centum regio-politica (1653). Libro de emblemas.

## La recopilación de Leyes de las Indias
Aparte del trabajo hecho por el Código Encinas de 1596, la Recopilación de las leyes de las Indias de 1680 tiene como antecedente el trabajo realizado por Solórzano entre 1609 y 1622. El debate sobre la génesis de este se planteó arriba; sin embargo, en 1618 el jurista envió un memorial al rey para explicar el estado del proyecto. Este documento se encuentra editado por José Toribio Medina en la Biblioteca hispano-americana. En él explica que: 

En los ratos que he podido tener libres de estas y otras ocupaciones, he trazado y compuesto unos libros latinos, en que, a mi parecer, se juntan y tratan todos los puntos dignos de consideración que suele y pueden ofrecer en las materias del gobierno y justicia de estas Indias Occidentales […] Para haber de escribir estos libros he tenido necesidad de revolver y mirar muchas veces las cédulas, provisiones, cartas, instrucciones y ordenanzas que V.M. y los señores reyes sus antecesores han mandado librar y despachar para estas provincias, las más de las cuales se recogieron e imprimieron el año quinientos noventa y seis, en cuatro libros de razonable volumen, y otras se olvidaron y otras se han despachado después, de que yo he procurado juntar algunas; y conociendo la gran variedad y confusión que hay en ellas, y que muchas están encontradas, y las más multiplicadas y repetidas y sin guardar orden ni traza segura de títulos y materias; y sobre todo, habiendo experimentado la poca noticia que de ellas se tiene por todo género de personas, y que estando como están, las más de las cosas y dudas que cada día se ofrecen y consultan determinadas y declaradas bastantemente, se procede a arbitrio de los que las juzgan, por ignorarlas, ó se piden en vano nuevas declaraciones; me he alentado a trabajar por reducirlas á títulos y ponerlas en forma de leyes, con la brevedad y claridad posible, imitando la recopilación de las de Castilla, de suerte que vendrán á ceñirse en un tomo, y las más abrazarán en pocos renglones lo que está dicho, esparcido y repetido en muchas y largas cédulas [...].

Entre 1621 y 1628 no hay noticias de que Solórzano continuara con esta empresa; sin embargo, en 1622, el madrileño envió al Consejo de Indias el primer volumen de su trabajo en español y menciona que aún faltaron cinco volúmenes. El libro está dedicado a Felipe IV. La obra quedó inconclusa, ya que nunca escribió el resto. El documento enviado lleva por nombre: “Libro primero de la recopilación de las cédulas, cartas, provisiones y ordenanzas reales”. La obra se divide en seis libros, cada uno contiene las siguientes materias: 
- Libro I. Las leyes que permitieron el establecimiento del derecho de posesión de América a la Corona de Castilla, de manera exclusiva. Una descripción del territorio, así como las campañas de descubrimiento y conquista. También trata los asuntos de la Iglesia y las relaciones que esta entabla con la Corona, como el patronazgo real y los diezmos. Se añade las leyes sobre cultura y educación y por último, las ordenanzas sobre el poder judicial de los tribunales eclesiásticos.

- Libro II. La administración de justicia, las características del gobierno en América, donde incluye a los virreyes. Las jurisdicciones entre este y la Audiencia son parte de este libro.

- Libro III. Leyes sobre el gobierno en general y la administración de justicia, tanto en su forma de administración como de proceder. También alude al gobierno municipal, al correo y a los caminos.

- Libro IV. Las normas dadas a los primeros habitantes del territorio y las leyes sobre los indios.

- Libro V. Se abordan las leyes sobre el ejército y la Marina, así como la navegación y el comercio. Además, las ordenanzas que limitan la emigración a las Indias y la implicación penal de estas.

- Libro VI. De manera general trata sobre la legislación de la Hacienda pública.

Según Rafael Altamira, la importancia del trabajo de Solórzano radica en que se dedicó a rastrear los antecedentes y la procedencia de cada ley que contiene. Este manuscrito se encuentra en la colección Edward E. Ayer de la biblioteca Newberry. De este, el Instituto de historia del Derecho Argentino realizó una publicación en dos volúmenes en 1945. La obra se compone de un sumario sobre las leyes y no son reproducidas en su totalidad; los papeles contenidos datan de los primeros años del gobierno español en América. La importancia para el historiador actual es que contiene reglas que cayeron en desuso y que no aparecen en la Recopilación hecha por Antonio de León Pinelo, publicada en 1680, años después de la muerte de este último.

## El jurista aficionado a la literatura de su época
Se sabe poco de la vida de este jurista fuera de sus actividades como funcionario real. Antonio Rodríguez-Moñino argumenta que «de su vida privada, de su intimidad, apenas sabemos nada. La persona humana desaparece ahogada entre los infinitos papeles que conservan la huella de su paso por la tierra». Sin embargo, el autor expone que al jurista le gustó la literatura de su época, tanto la peninsular como la peruana. En el artículo citado, se añaden unos versos de su autoría y que Lope de Vega publicó en el Laurel de Apolo. Además, en su biblioteca personal, se encontraron obras literarias peruanas de Bernardino de Montoya y Miguel Fernández de Talavera; este último dedicó algunos textos al jurista. También fue encontrado un tomo que contiene una recopilación hecha por el propio Solórzano de los papeles de estas obras; de esta recopilación resaltan las obras de Francisco de Quevedo como Sueño del juicio final y Genealogía de los modorros. Por último, Juan Mogrovejo de la Cerda le dedicó la obra La Endiablada.

## El pensamiento político de Solórzano y Pereira
Según las citas presentadas por Alejandro Cañeque, el pensamiento del jurista tiende al centralismo. El autor parte del hecho de que, en un principio, la Audiencia y el Virrey compartían el gobierno; sin embargo, por los problemas que se presentaron se decidió que solo el virrey se hiciera cargo de este. Solórzano apoyó esta proposición al decir: “lo más útil es elegir siempre uno a quien deban obedecer los demás, porque si se deja vaga voluntad a muchos, en cuyos pareceres suelen ser encontrados o diferentes, se engendra confusión y embarazo, que ocasiona culpas y despierta desasosiegos.”
Solórzano defendía la elección de los virreyes por la lejanía entre la península y el continente americano. El virrey constituía la imagen y representación del rey en América, su alter ego. Por tanto, tenía las mismas prerrogativas que el monarca residente en Madrid.